# Diocesi di Roskilde
La diocesi di Roskilde (in danese: Roskildes Stift) è una diocesi della chiesa di Danimarca. La sede vescovile è presso la cattedrale di Roskilde, nell'omonima città sull'isola di Zelanda (Sjaelland) nella Danimarca orientale.

## Storia
La diocesi di Roskilde fu eretta nel 991, ricavandone il territorio dall'arcidiocesi di Brema-Amburgo, e nel 1104 entrò a far parte della provincia ecclesiastica dell'arcidiocesi di Lund.
Con la Riforma protestante nel 1536 l'ultimo vescovo in comunione con la Santa Sede, Joachim Rønnow, fu imprigionato per la sua strenua difesa della fede cattolica e morì in carcere nel 1542.
La diocesi di Roskilde è stata ricostituita nel 1922, quando la diocesi di Selandia o "Zelanda" è stata divisa nella diocesi di Copenaghen e, appunto, in quella di Roskilde.

## Cronotassi

### Vescovi di Zelanda
- 1537–1560 Peder Palladius
- 1560–1569 Hans Albertsen
- 1569–1590 Poul Madsen
- 1590–1614 Peder Jensen Vinstrup
- 1614–1638 Hans Poulsen Resen
- 1638–1652 Jesper Rasmussen Brochmand
- 1652–1653 Hans Hansen Resen
- 1653–1655 Laurids Mortensen Scavenius
- 1655–1668 Hans Svane
- 1668–1675 Hans Wandal
- 1675–1693 Hans Bagger
- 1693–1710 Henrik Bornemann
- 1710–1737 Christen Worm
- 1737–1757 Peder Hersleb
- 1757–1783 Ludvig Harboe (genero di Hersleb)
- 1783–1808 Nicolai Edinger Balle (genero di  Harboe)
- 1808–1830 Friedrich Christian Carl Hinrich Münter
- 1830–1834 Peter Erasmus Müller
- 1834–1854 Jacob Peter Mynster
- 1854–1884 Hans Lassen Martensen
- 1884–1895 Bruun Juul Fog
- 1895–1909 Thomas Skat Rørdam
- 1909–1911 Peder Madsen
- 1911–1922 Harald Ostenfeld

### Vescovi di Roskilde (sede restaurata)
- 1923–1934 Henry Fonnesbech-Wulff
- 1935–1953 Axel Rosendal
- 1953–1969 Gudmund Schiøler
- 1969–1980 Hans Kvist
- 1980–1997 Bertil Wiberg
- 1997–2008 Jan Lindhardt
- 2008–2022 Peter Fischer-Møller
- 2022 Ulla Thorbjørn Hansen